# HMS Polyphemus (1782)
Pour les autres navires du même nom, voir HMS Polyphemus.
Le HMS Polyphemus est un vaisseau de 64 canons de classe Intrepid (en) en service dans la Royal Navy de 1782 à 1827. Construit à Sheerness, il participe notamment aux batailles de Copenhague et de Trafalgar.